# Wereldkampioenschap voetbal 2006/achtste finale
Deze pagina beschrijft de uitslagen van de gespeelde wedstrijden in de achtste finales van het Wereldkampioenschap voetbal 2006.
|                                               |                  |       |        |                                                                          |
| 24 juni 2006 «onderlinge duels» 17:00 (UTC+2) | Duitsland        | 2 – 0 | Zweden | Allianz Arena, München Toeschouwers: 66.000 Scheidsrechter: Carlos Simon |
| 24 juni 2006 «onderlinge duels» 17:00 (UTC+2) | Podolski 4', 12' |       |        | Allianz Arena, München Toeschouwers: 66.000 Scheidsrechter: Carlos Simon |

|                                               |                          |              |            |                                                                              |
| 24 juni 2006 «onderlinge duels» 21:00 (UTC+2) | Argentinië               | 2 – 1 (n.v.) | Mexico     | Zentralstadion, Leipzig Toeschouwers: 43.000 Scheidsrechter: Massimo Busacca |
| 24 juni 2006 «onderlinge duels» 21:00 (UTC+2) | Crespo 10' Rodríguez 98' |              | Márquez 6' | Zentralstadion, Leipzig Toeschouwers: 43.000 Scheidsrechter: Massimo Busacca |

|                                               |             |       |         |                                                                                             |
| 25 juni 2006 «onderlinge duels» 17:00 (UTC+2) | Engeland    | 1 – 0 | Ecuador | Gottlieb-Daimler-Stadion, Stuttgart Toeschouwers: 52.000 Scheidsrechter: Frank De Bleeckere |
| 25 juni 2006 «onderlinge duels» 17:00 (UTC+2) | Beckham 60' |       |         | Gottlieb-Daimler-Stadion, Stuttgart Toeschouwers: 52.000 Scheidsrechter: Frank De Bleeckere |

|                                               |             |       |           |                                                                                     |
| 25 juni 2006 «onderlinge duels» 21:00 (UTC+2) | Portugal    | 1 – 0 | Nederland | easyCredit-Stadion, Neurenberg Toeschouwers: 41.000 Scheidsrechter: Valentin Ivanov |
| 25 juni 2006 «onderlinge duels» 21:00 (UTC+2) | Maniche 23' |       |           | easyCredit-Stadion, Neurenberg Toeschouwers: 41.000 Scheidsrechter: Valentin Ivanov |

|                                               |                    |       |           |                                                                                                 |
| 26 juni 2006 «onderlinge duels» 17:00 (UTC+2) | Italië             | 1 – 0 | Australië | Fritz-Walter-Stadion, Kaiserslautern Toeschouwers: 46.000 Scheidsrechter: Luis Medina Cantalejo |
| 26 juni 2006 «onderlinge duels» 17:00 (UTC+2) | Totti 90+5' (pen.) |       |           | Fritz-Walter-Stadion, Kaiserslautern Toeschouwers: 46.000 Scheidsrechter: Luis Medina Cantalejo |

|                                               |                           |              |                                     |                                                                                   |
| 26 juni 2006 «onderlinge duels» 21:00 (UTC+2) | Zwitserland               | 0 – 0 (n.v.) | Oekraïne                            | RheinEnergieStadion, Keulen Toeschouwers: 45.000 Scheidsrechter: Benito Archundia |
| 26 juni 2006 «onderlinge duels» 21:00 (UTC+2) |                           |              |                                     | RheinEnergieStadion, Keulen Toeschouwers: 45.000 Scheidsrechter: Benito Archundia |
| 26 juni 2006 «onderlinge duels» 21:00 (UTC+2) | Strafschoppen             |              |                                     | RheinEnergieStadion, Keulen Toeschouwers: 45.000 Scheidsrechter: Benito Archundia |
| 26 juni 2006 «onderlinge duels» 21:00 (UTC+2) | Streller Barnetta Cabanas | 0–3          | Sjevtsjenko Milevsky Rebrov Goesjev | RheinEnergieStadion, Keulen Toeschouwers: 45.000 Scheidsrechter: Benito Archundia |

|                                               |                                         |       |       |                                                                               |
| 27 juni 2006 «onderlinge duels» 17:00 (UTC+2) | Brazilië                                | 3 – 0 | Ghana | Signal Iduna Park, Dortmund Toeschouwers: 65.000 Scheidsrechter: Ľuboš Micheľ |
| 27 juni 2006 «onderlinge duels» 17:00 (UTC+2) | Ronaldo 5' Adriano 45+1' Zé Roberto 84' |       |       | Signal Iduna Park, Dortmund Toeschouwers: 65.000 Scheidsrechter: Ľuboš Micheľ |

|                                               |                  |       |                                    |                                                                          |
| 27 juni 2006 «onderlinge duels» 21:00 (UTC+2) | Spanje           | 1 – 3 | Frankrijk                          | AWD-Arena, Hannover Toeschouwers: 43.000 Scheidsrechter: Roberto Rosetti |
| 27 juni 2006 «onderlinge duels» 21:00 (UTC+2) | Villa 28' (pen.) |       | Ribéry 41' Vieira 83' Zidane 90+2' | AWD-Arena, Hannover Toeschouwers: 43.000 Scheidsrechter: Roberto Rosetti |

## Overzicht van wedstrijden
| Groepswedstrijden | | | |
| Groep A | Groep B | Groep C | Groep D |
| Duitsland - Costa Rica Polen - Ecuador Duitsland - Polen Ecuador - Costa Rica Ecuador - Duitsland Costa Rica - Polen             | Engeland - Paraguay Trinidad en Tobago - Zweden Engeland - Trinidad en Tobago Zweden - Paraguay Zweden - Engeland Paraguay - Trinidad en Tobago | Argentinië - Ivoorkust Servië en Montenegro - Nederland Argentinië - Servië en Montenegro Nederland - Ivoorkust Nederland - Argentinië Ivoorkust - Servië en Montenegro | Mexico - Iran Angola - Portugal Mexico - Angola Portugal - Iran Portugal - Mexico Iran - Angola                               |
| Groep E | Groep F | Groep G | Groep H |
| Italië - Ghana Verenigde Staten - Tsjechië Italië - Verenigde Staten Tsjechië - Ghana Tsjechië - Italië Ghana - Verenigde Staten | Australië - Japan Brazilië - Kroatië Brazilië - Australië Japan - Kroatië Japan - Brazilië Kroatië - Australië                                  | Frankrijk - Zwitserland Zuid-Korea - Togo Frankrijk - Zuid-Korea Togo - Zwitserland Togo - Frankrijk Zwitserland - Zuid-Korea                                           | Spanje - Oekraïne Tunesië - Saoedi-Arabië Spanje - Tunesië Saoedi-Arabië - Oekraïne Saoedi-Arabië - Spanje Oekraïne - Tunesië |
| Achtste finales | | | |
| Duitsland - Zweden Argentinië - Mexico                                                                                           | Italië - Australië Zwitserland - Oekraïne | Engeland - Ecuador Portugal - Nederland | Brazilië - Ghana Spanje - Frankrijk                                                                                           |
| Kwartfinales | | | |
| Duitsland - Argentinië | Italië - Oekraïne | Engeland - Portugal | Brazilië - Frankrijk |
| Halve finales | | | |
| Duitsland - Italië | Duitsland - Italië | Portugal - Frankrijk | Portugal - Frankrijk |
| Troostfinale | | | |
| Duitsland - Portugal | | | |
| Finale | | | |
| Italië - Frankrijk | | | |